# Saint-Poncy
Saint-Poncy är en kommun i departementet Cantal i regionen Auvergne-Rhône-Alpes i mitten av Frankrike. Kommunen ligger  i kantonen Massiac som ligger i arrondissementet Saint-Flour. År 2022 hade Saint-Poncy 337 invånare.

## Befolkningsutveckling
Antalet invånare i kommunen Saint-Poncy
Referens:INSEE